# Bogdan Gheorghiu
Bogdan Gheorghiu, né le 1er juillet 1975 à Fălticeni, est un homme politique roumain. 
De 2019 à 2021, il est ministre de la Culture.

## Biographie
Bogdan Gheorghiu naît le 1er juillet 1975.
Il est ministre de la Culture, depuis le 4 novembre 2019.